# Daughter Angele
Daughter Angele è un film muto del 1918 diretto da William C. Dowlan.

## Trama
Figlia del ricco e irascibile Anthony Brenton, Mary è stata diseredata dal padre dopo che si è sposata contro la volontà della famiglia. Anni dopo, ritorna nel New England, nella casa di famiglia, ma Mrs. Chumnige, la governante, la scopre. Angele, la figlia di Mary, riesce però a conquistare il cuore del nonno; ma la governante, che mira a impadronirsi della fortuna di Brenton, cerca di far sposare la ragazza a suo figlio Frank, anche se lei è attratta, invece, da Bob Fortney. Quest'ultimo, che passa per essere uno studioso, in realtà è un agente segreto. Frank, per levarselo di torno, lo accusa di essere una spia che invia segnali ai sottomarini tedeschi. Ma la vera spia è proprio Frank: smascherato da Brenton e da Bob, Frank viene arrestato insieme alla madre. Angele e Mary resteranno a casa di Brenton, che ormai si è riconciliato con la figlia.

## Produzione
Il film fu prodotto dalla Triangle Film Corporation.

## Distribuzione
Distribuito dalla Triangle Distributing, il film uscì nelle sale cinematografiche statunitensi il 25 agosto 1918.